# سیارک ۱۱۶۲۲
سیارک ۱۱۶۲۲ (به انگلیسی: 11622 Samuele، نامگذاری:1996RD4) یازده هزار و ششصد و بیست و دومین سیارک کشف شده‌است که در ۹ سپتامبر ۱۹۹۶ کشف شد.
قدر مطلق سیارک برابر ۱۳٫۵۰ است.